# Paul Guthnick
Paul Guthnick (født 12. januar 1879 i Hitdorf, død 6. september 1947 i Berlin) var en tysk astronom.
Guthnick tog 1901 doktorgraden i Bonn, blev 1906 observator ved Berlinerobservatoriet og 1921 professor i astronomi ved Berlins Universitet og direktør
for observatoriet i Berlin-Babelsberg. Guthnick har hovedsagelig beskæftiget sig med astronomisk fotometri og har konstrueret et fotoelektrisk apparat, hvor stjernernes lysstyrke måles ved hjælp af en fotoelektrisk celle, der udsender en elektronstrøm, når lys falder på den. Guthnick har blandt andet skrevet afsnittet Physik der Fixsterne i afhandlingen Astronomie i Kultur der Gegenwart (Leipzig 1921) og talrige artikler om variable stjerner i tyske fagtidsskrifter. Også med planeternes lysstyrkeændringer har Guthnick beskæftiget sig og har for eksempel af observationer af lysstyrkeændringerne hos de fire ældste Jupiterdrabanter udledet deres rotationstid.